# España en los Juegos Olímpicos de Garmisch-Partenkirchen 1936
España participó por primera vez en unos Juegos Olímpicos de invierno en los Garmisch-Partenkirchen 1936. Estuvo representada por una delegación de 6 deportistas (4 hombres y 2 mujeres) que participaron en 2 deportes: esquí alpino y esquí de fondo. El portador de la bandera en la ceremonia de apertura fue el esquiador Jesús Suárez-Valgrande Díaz
Responsable del equipo olímpico fue el Comité Olímpico Español (COE). El equipo nacional no obtuvo ninguna medalla.